# Культура Ишимбая
Культура Ишимбая — отражение культурной жизни в городе Ишимбае, являющийся одним из крупнейших культурных центров Башкирии.

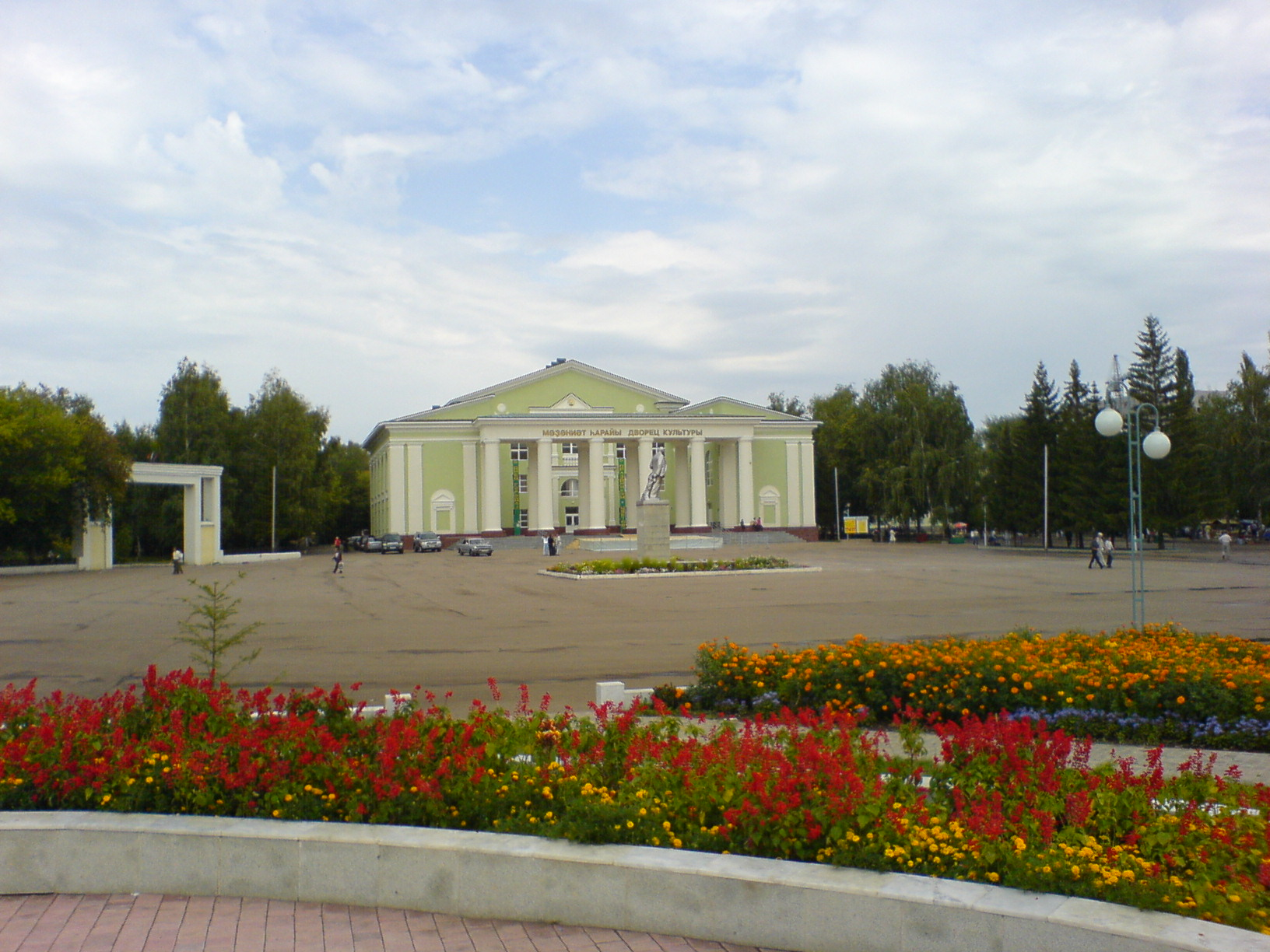
Ишимбайский Дворец культуры

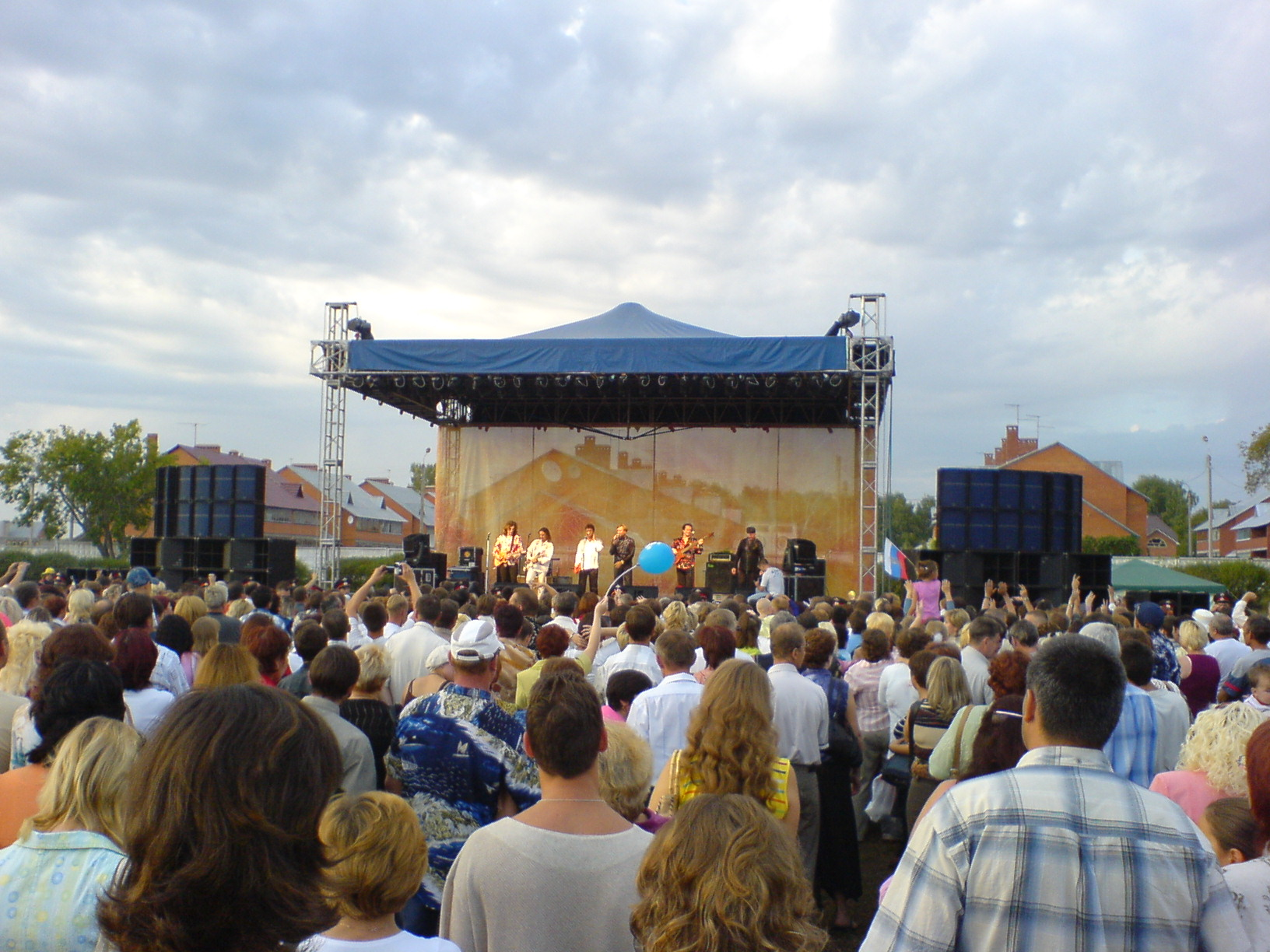
Концерт группы «Песняры» на День города Ишимбая в 2006 году

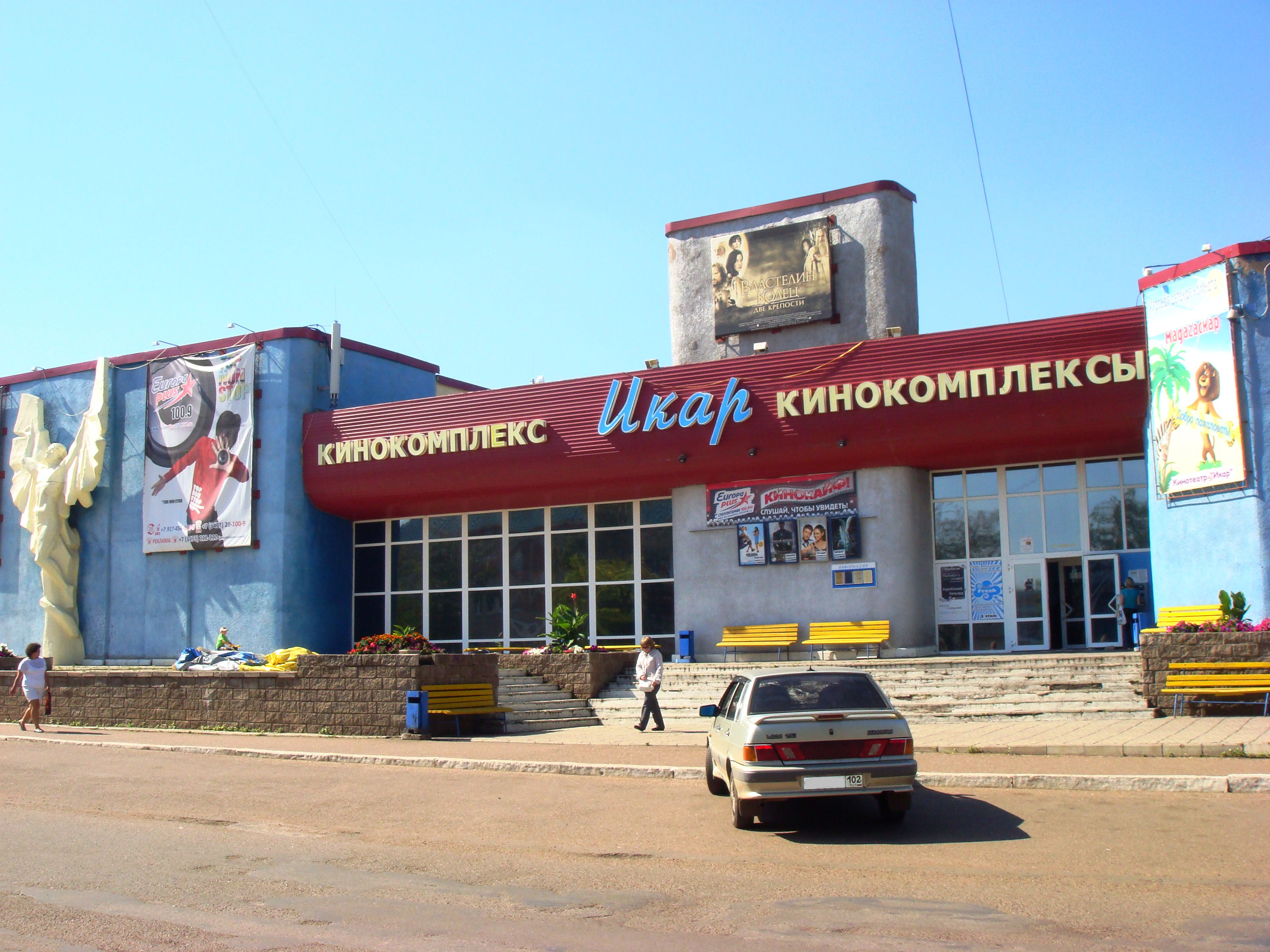
Кинокомплекс «Икар»

В городе Ишимбае функционируют централизованная библиотечная система, имеющая 9 городских филиалов-библиотек, Детская школа искусств. В городе расположены историко-краеведческий музей, музей народного образования, картинная галерея и другие музеи. С 1993 года действует Центр национальных культур, который объединяет 5 обществ (русское, башкирское, татарское, чувашское и немецкое). Деятельность Центра способствует решению вопросов культурного развития представителей этих народов, сохранению обычаев и традиций. В городе действует литературное объединение «Вдохновение». За последние годы закрыты многие кинотеатры и библиотеки. Снесены памятник-стела на могиле известного учёного А. А. Блохина и само захоронение, памятник-самолёт «Ту-104».
Единственным дворцом культуры является Дворец культуры нефтяников имени С. М. Кирова, построенный в 1961 году по инициативе Ишимбайского НПЗ. В советские годы имелось много кинотеатров («Союз», «Спутник», «Строитель», «Йондоз», «Пионер», «Филиал»), в настоящее время существует киноклуб «Феникс». Среди развлекательных учреждений — молодёжно-развлекательный центр «Спутник» и развлекательный комплекс «Патио». В пригородных микрорайонах имеются Дом культуры «Союз» (не действует, находится на Перегонном), Дом культуры «Нефтяник» (находится в Нефтянике) и Дом культуры «Йондоз» (находится в Старом Ишимбае). Снесёно здание Дома культуры «Строитель», в котором раньше располагался русский драматический театр.

## Ишимбайская художественная школа
В Ишимбае сильная художественная школа, подкрепленная учебной платформой в Школе искусств и площадкой для организации выставок (в той же Школе искусств, в Ишимбайской картинной галерее, Ишимбайском историко-краеведческом музее). Основоположник школы — заслуженный работник культуры БАССР И. М. Павлов. Его кисти принадлежат картины о нефтяной истории Ишимбая, ставшие неотъемлемой частью представлений об первых годах Ишимбая. Картины «Так начинался город Ишимбай», «Поселение первооткрывателей башкирской нефти» можно найти на страницах книги «Чудесный клад» авторов К. И. Мангушева, В. Н. Полякова и Ю. В. Уткина.
Камиль Губаевич Губайдуллин вспоминал: 

 Сам же начал по-настоящему рисовать в классе пятом. Сначала ходил в изокружок, который вел учитель по рисованию Иван Иванович Воробьев. Он же, в свою очередь, рекомендовал меня Ивану Михайловичу Павлову, ученику Александра Тюлькина, — известному ишимбайскому художнику, который взрастил ни одно поколение мастеров. К слову, ишимбайский кружок, впоследствии преобразованный в студию, после Уфимских художественных школ считается лучшим. Все, кто учился у Ивана Павлова, стали художниками. Кто-то дальше продолжил получать образование в Уфе, кто-то — в Казани, я же уехал в Ташкент. В Среднюю Азию нас отправилось шесть человек из Ишимбая, и все мы поступили, несмотря на то, что конкурс был большой — девять человек на место.— http://www.bashvest.ru/showinf.php?id=1006442
Лидер, локомотив ишимбайской художественной школы Рафаэль Рашитович Кадыров — директор Ишимбайской картинной галереи, и многих выставок местных художников в ней, участник многих республиканских, российских и международных выставок, своим талантом пропагандирующий художественное искусство города Ишимбая. Рафаэль Кадыров — лауреат Республиканской премии имени Салавата Юлаева (1997, «за полиптих „Земля Юрматы“, созданный в 1995—1997 годах.») вместе с земляком-коллегой Камилем Губайдуллиным.
Рафаэль Кадыров переехал в Ишимбай на уже известное имя школы И. М. Павлова. Так же поступал и начинающий художник Александр Иванович Коробицын, переехавший в Ишимбай в 28 лет и учившийся у И. М. Павлова. Из Ишимбая после ученичества уехали Владимир Геннадьевич Кузнецов — в Уфу, Виктор Семёнович Бухаров — в Новосибирск, Владимир Михайлович Иванов-Ахметов — в Киев, где стали одними из самых ярких представителей местных арт-сообществ.
Уроки мастерства новым поколениям художников Ишимбая передают: Фаниль Сафуанович Шаймухаметов, Геннадий Петрович Немчинов, Виктор Яковлевич Бивняев, Виктор Александрович Шарыгин и другие продолжатели ишимбайской художественной школы.

## Музеи и галереи
- Ишимбайский историко-краеведческий музей — открыт в 1997 году. В экспозиции представлен богатый материал об основании города, его социально-экономическом развитии, быте, занятиях, религиозных верованиях и традициях горожан. Один зал музея отдан истории предприятий города, другой зал посвящён становлению и развитию учреждений культуры, спорта, здравоохранения, народного образования. Здесь есть раздел о 60-летней деятельности авиамодельного кружка при Дворце детского творчества, шашечного клуба «Нефтяник». Другие залы открыты для картин местных художников, начиная с родоначальника художественной школы Ишимбая И. М. Павлова.
- Ишимбайская картинная галерея — открыта в 1991 году. В собрании галереи — произведения современных художников Республики Башкортостан, в том числе и местных художников.
- Ишимбайский музей народного образования — открыт в 2000 году[10]. Это самый первый музей региона подобного профиля. В экспозиции представлен широкий материал об образовательных учреждениях города.
- Ишимбайский общественный этнографический музей «Юрматы» — открыт в 2010 году[11]. Основу экспозиции составляет громадная юрта с её внутренним убранством, фрагмент избы.

## Религия

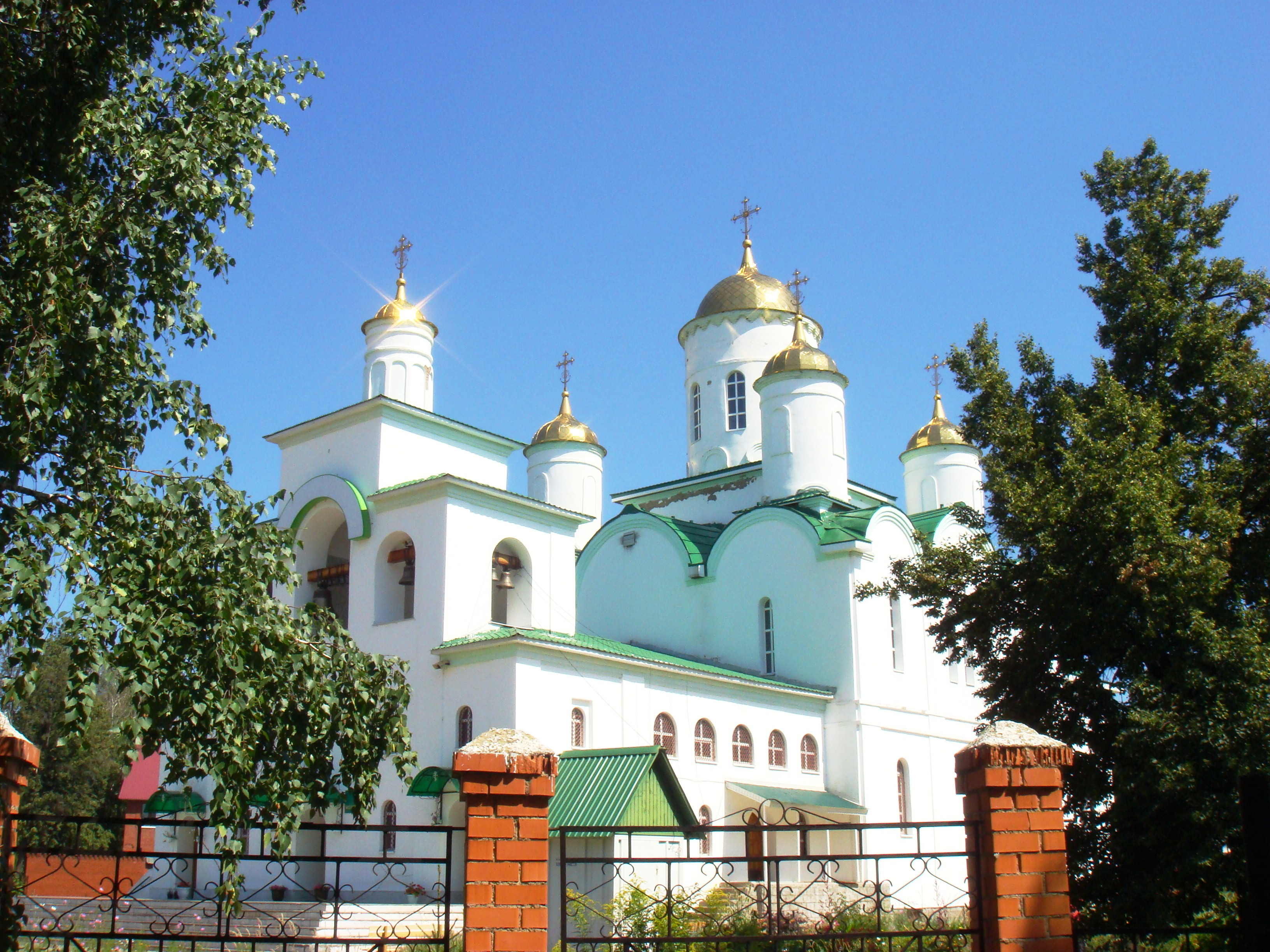
Православный Свято-Троицкий храм

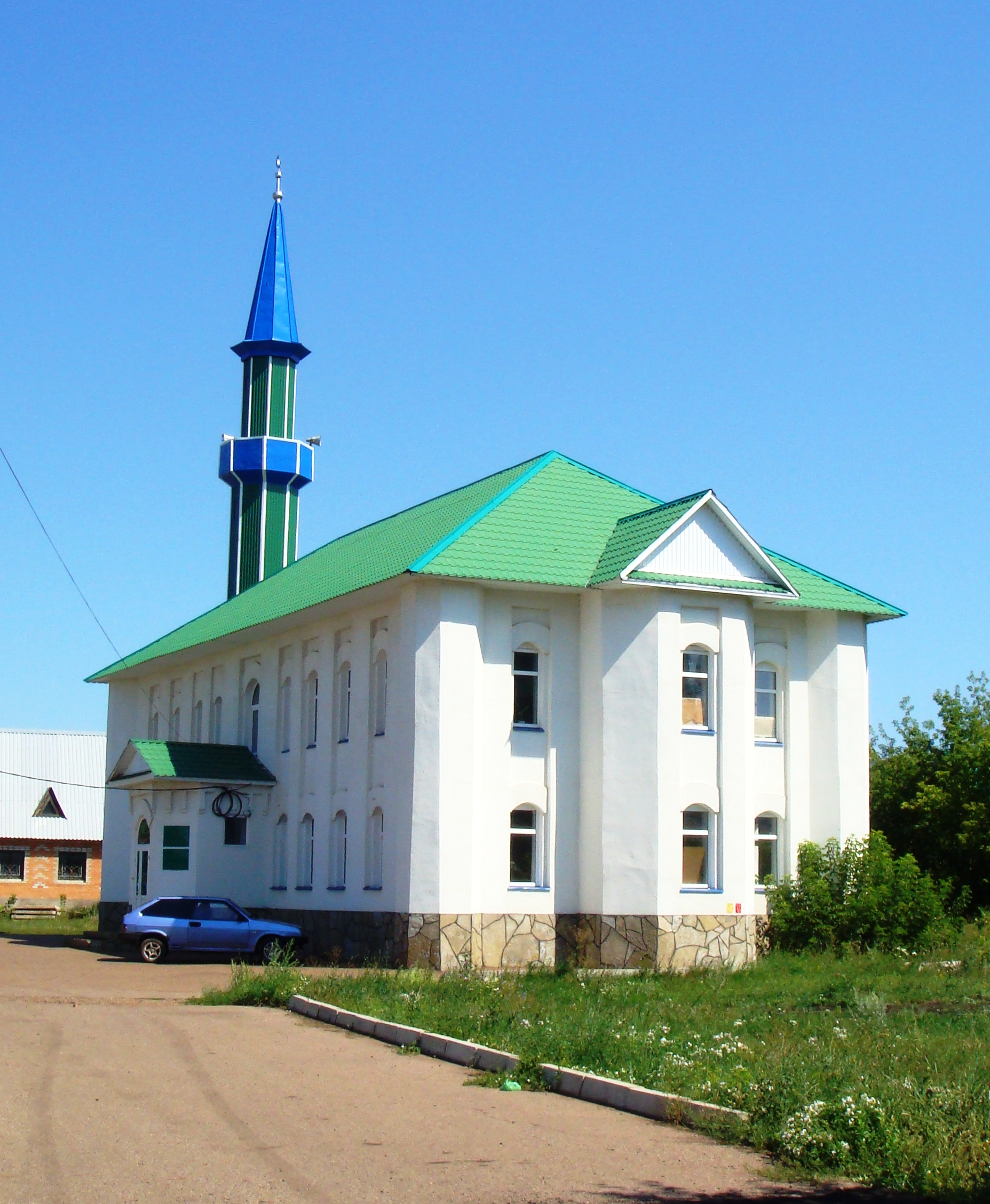
Ишимбайская соборная мечеть

Основными религиозными конфессиями в городе являются православие и ислам (суннитского направления). Имеются православный храм и соборные мечети.
В 1947 году в городе Ишимбае была открыта деревянная церковь (находится по улице Свободы в районе реки Тайрук). Она была перестроена из частного дома, к которому были пристроены алтарная часть и колокольня. В 1988 году при настоятеле о. Валерия епископ Уфимский и Стерлитамакский Анатолий освятил место под строительство нового храма, находящееся на берегу реки Тайрук. Но это место было выбрано неудачно: при разливах вода подходила слишком близко к фундаменту. По ходатайству настоятеля отца Сергия и по благословению епископа Уфимского и Стерлитамакского Никона в 1993 году в мае было освящено новое место под строительство храма, находящееся на пересечении улиц Бульварной и Советской. Летом того же года был освящён и заложен протоиереем Сергием камень под основание храма. Проект церкви был заказан и сделан в Троице Сергиевой Лавре. Архитектор — Д. С. Сколов. За основу был взят Новгородский стиль XVI—XVII вв.
В связи с политическими и экономическими реформами, проводившимися в стране в 90-е годы, храм начали строить лишь в 2000 году на пожертвования прихожан, благодаря поддержке городских предприятий и главы города. В храме были проведены сложные строительные работы. На пожертвования прихожан и меценатов города были заказаны, изготовлены и подняты кресты и купола на новый храм. В 2004 году Свято-Троицкий храм Ишимбая был открыт для прихожан. В здании первой церкви города ныне размещается православная воскресная школа.
В декабре 2011 храм вошел в Салаватскую епархию.
В Ишимбае возведены соборные мечети. Ишимбайская соборная мечеть размещается на улице Мира, открыта в 1990 году, ещё две в микрорайонах Старом Ишимбае (открыта в 1948 году) и Нефтянике.

## Ишимбай в искусстве
Мне особенно дорог

этот солнечный город,

окрасивший край

краской юности

жаркой, -

молодой Ишимбай.

...
Ишимбай мой родной, город мой нефтяной,

Ты седого Урала краса;

Буровые твои — дети щедрой земли,

Словно стрелы глядят в небеса.

Ишимбай, Ишимбай, нефтяной славный край,

Год от года тебе подрастать.

У твоих сыновей, у твоих дочерей

Ишимбайская гордость и стать.

В годы грозной войны

Был опорой страны

Город мой, Ишимбай нефтяной,

Наступала на смерть

Ишимбайская нефть

Огневой броневою стеной.

Ишимбай, Ишимбай,

Ты цвети, расцветай,

Расцветай, город мой,

Словно сад.

Для твоих сыновей,

Для твоих дочерей

Никаких нет на свете

Преград.

Разрастайся в плечах,

Отражайся в очах

Горожан, что тебя возвели,

И, идя сквозь года,

Будь достоин всегда

Нашей славной

Советской семьи.

Ишимбай, Ишимбай,

В день грядущий шагай,

Нет преград у тебя на пути.

А твоим сыновьям,

А твоим дочерям

Твою славу и дальше нести.
Гимн Ишимбая подарили городу его прославленные сыны: композитор Рафик Сальманов и поэт Равиль Нигматуллин. Первая строчка «Ишимбай мой родной, город мой нефтяной» была увековечена на стеле, установленной на Индустриальном шоссе недалеко от начала территории города Ишимбая.

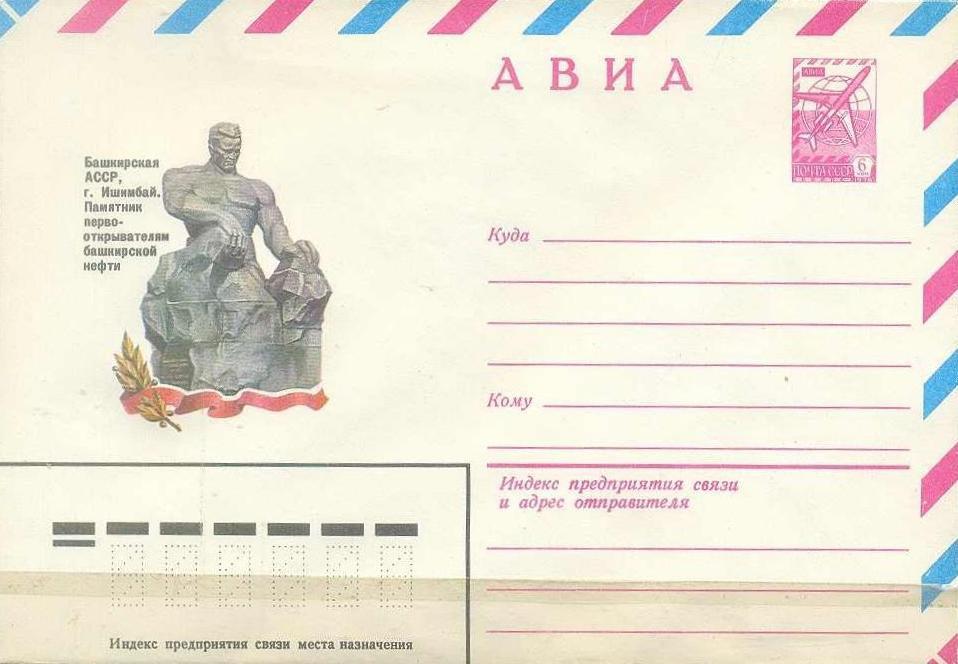
Конверт «Город Ишимбай. Памятник первооткрывателям башкирской нефти» (1981 г.)

Открытие Ишимбаевской нефти дало новый импульс башкирской литературе. Башкирский поэт Даут Юлтый, вдохновленный первым нефтяным фонтаном близ небольшого башкирского аула Ишимбай, написал поэму «Сказка о нефти» (1932). Индустриализация района Второго Баку, преобразование многовекового степного кочевого быта в развитый промышленный регион, становление рабочего класса отражены в ряде произведений 1930-40-х гг.. Это очерк «Ишимбай» (1935) А. Карная, романс «Ишимбай» (1940) Халика Займова. Мариэтта Шагинян, побывав в Ишимбае, написала: «Ишимбай прожил короткий век, но век — настоящий, большой роман, под последней страничкой которого читаешь с великим удовольствием — продолжение следует…» (1946).
История города как нефтяного центра отразилось в произведениях местных поэтов, в картинах ишимбайских художников.

## Ишимбай в филателии

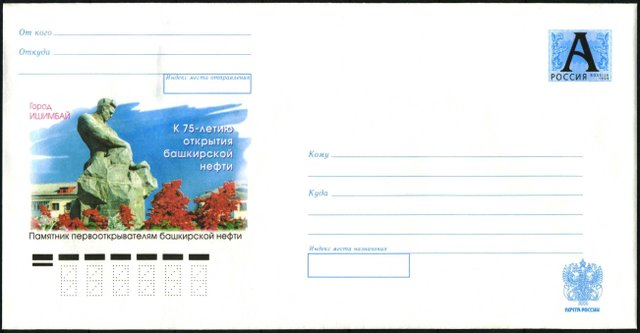
Конверт «Город Ишимбай. К 75-летию открытия башкирской нефти» (2007 г.)

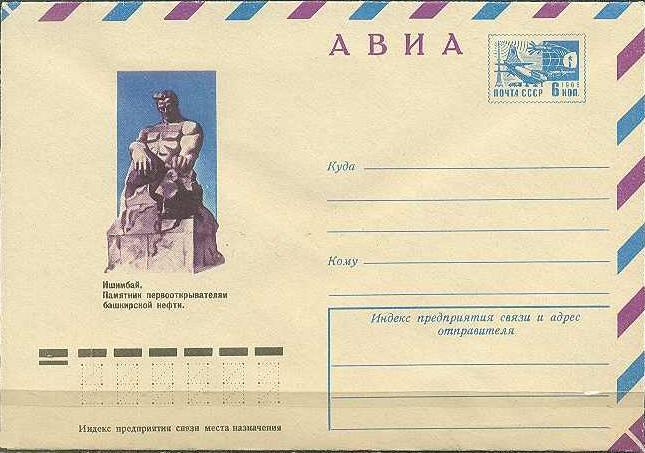
Конверт «Город Ишимбай. Памятник первооткрывателям башкирской нефти» (1975 г.)

В 1973 году был выпущен первый художественно-маркированный конверт с соответствующими рисунком и текстом, информирующий граждан Советского Союза, что «Башкирская АССР занимает третье место в СССР по добыче нефти». Памятник первооткрывателям башкирской нефти в 1975, 1981 и 2000 годах изображался на маркированных и немаркированном конвертах, не считая выпущенного в 2007 году. В 1980 году в Башкирии добыли один миллиард тонн нефти. Это событие в том же году было зафиксировано на маркированном конверте.
Знаменитая скважина № 702 около деревни Ишимбаево, где в 1932 году ударил первый фонтан чёрного золота, в 1982 году показана на конверте к 50-летию башкирской нефти. А семидесятилетие нефти отражено на маркированном конверте в 2002 году.
В 2007 году в почтовых отделениях появился художественный маркированный конверт «К 75-летию открытия башкирской нефти». На фотографии, предоставленной Издательскому центру «Марка» Администрацией города Ишимбая, ярко и празднично смотрится памятник первооткрывателям «чёрного золота».